# Пракатень Ганна Віталіївна
Ганна Віталіївна Пракатень (рос. Анна Витальевна Пракатень, нар. 6 вересня 1992) — російська веслувальниця, срібна призерка Олімпійських ігор 2020 року, чемпіонка Європи.

## Виступи на Олімпіадах
| Олімпіада  | Дисципліна | Місце |
| ---------- | ---------- | ----- |
| Токіо 2020 | одиночки   | 2     |
| Париж 2024 | одиночки   | 11    |

## Зовнішні посилання
- Ганна Пракатень на сайті FISA.